# Циклаури, Михаил
Михаил Циклаури (груз. მიხეილ წიკლაური; род. 19 июля 1985 года, Душети) — грузинский профессиональный регбист, играющий на позиции столба за российскую команду «Красный Яр».

## Биография
На Родине выступал за «Академию» из Тбилиси, в составе команда дважды серебряный призер чемпионата Грузии 2004 и 2005 годов. В 2007 году перебрался в «Хареби» из Рустави. Приглянулся главному тренеру Николайчуку во время сбора «Красного Яра» который проходил в Рустави. Летом у «яровцев» сложилась трудная кадровая ситуация в линии нападения из-за травм (в частности выпал из состава Григорий Цнобиладзе и Циклаури был призван усилить эту линию. Дебютировал в матче четвертьфинала Кубка России против «Империи» (победа 48-9). Через год после перехода Михаил ушёл доигрывать сезон-2017 в аренду в «Новокузнецк». По возвращении в «Яр» стал стабильным игроком ротации.

## Достижения
- Чемпионат России:
  -  Вице-чемпион России: 2018, 2019

- Чемпионат Грузии:
  -  Вице-чемпион Грузии: 2004, 2005

- Кубок России:
  -  Обладатель Кубка России: 2018, 2019